# Tokyo Rose (노래)
〈Tokyo Rose〉(도쿄 로즈)는 일본의 여가수 나카모리 아키나(中森明菜)의 32번째 싱글로 1995년 11월 1일에 발매하였다. (8cmCD: MVDD-10017) 작사는 가수인 나카모리와 카미사와츠 타카시(上澤津孝)가, 작곡은 MASAKI가, 편곡은 미국의 싱어송라이터인 브라이언 세처(Brian Setzer)가 담당하였고 MCA 빅터의 레이블로 출시되었다. B사이드 곡은 〈부드러운 관계〉(優しい関係 야사시칸케이[*])로 작사는 나츠노 세리코(夏野芹子)가, 작곡과 편곡은 브라이언 세처가 도맡았다.
그녀가 직접 작사한 곡으로서 처음으로 A사이드에 올라온 곡이기도 하다. 1995년 11월 13일, 오리콘 주간 싱글 차트 32위로 처음 등장하여 차트 톱100을 총 4주간 지켰다.

## 수록곡
| #            | 제목                                                   | 작사                               | 작곡         | 편곡         | 재생 시간 |
| ------------ | ------------------------------------------------------ | ---------------------------------- | ------------ | ------------ | --------- |
| 1.           | 〈〈Tokyo Rose〉〉                                     | 나카모리 아키나, 카미사와츠 타카시 | MASAKI       | Brian Setzer | 4:10      |
| 2.           | 〈〈부드러운 관계〉(優しい関係)〉                      | 나츠노 세리코                      | Brian Setzer | Brian Setzer | 3:22      |
| 3.           | 〈〈Tokyo Rose (KARAOKE)〉〉                           |                                    |              |              | 4:10      |
| 4.           | 〈〈부드러운 관계 (KARAOKE)〉(優しい関係（KARAOKE）)〉 |                                    |              |              | 3:22      |
| 총 재생 시간 | 총 재생 시간                                           | 총 재생 시간                       | 총 재생 시간 | 총 재생 시간 | 15:04     |